# Honduras Davis Cup-lag
Honduras Davis Cup-lag styrs av Hondurass tennisförbund och representerar Honduras i tennisturneringen Davis Cup, tidigare International Lawn Tennis Challenge. Honduras debuterade i sammanhanget 1998, och har bland annat slutat femma i Amerikazonens Grupp III.